# August Grodzicki

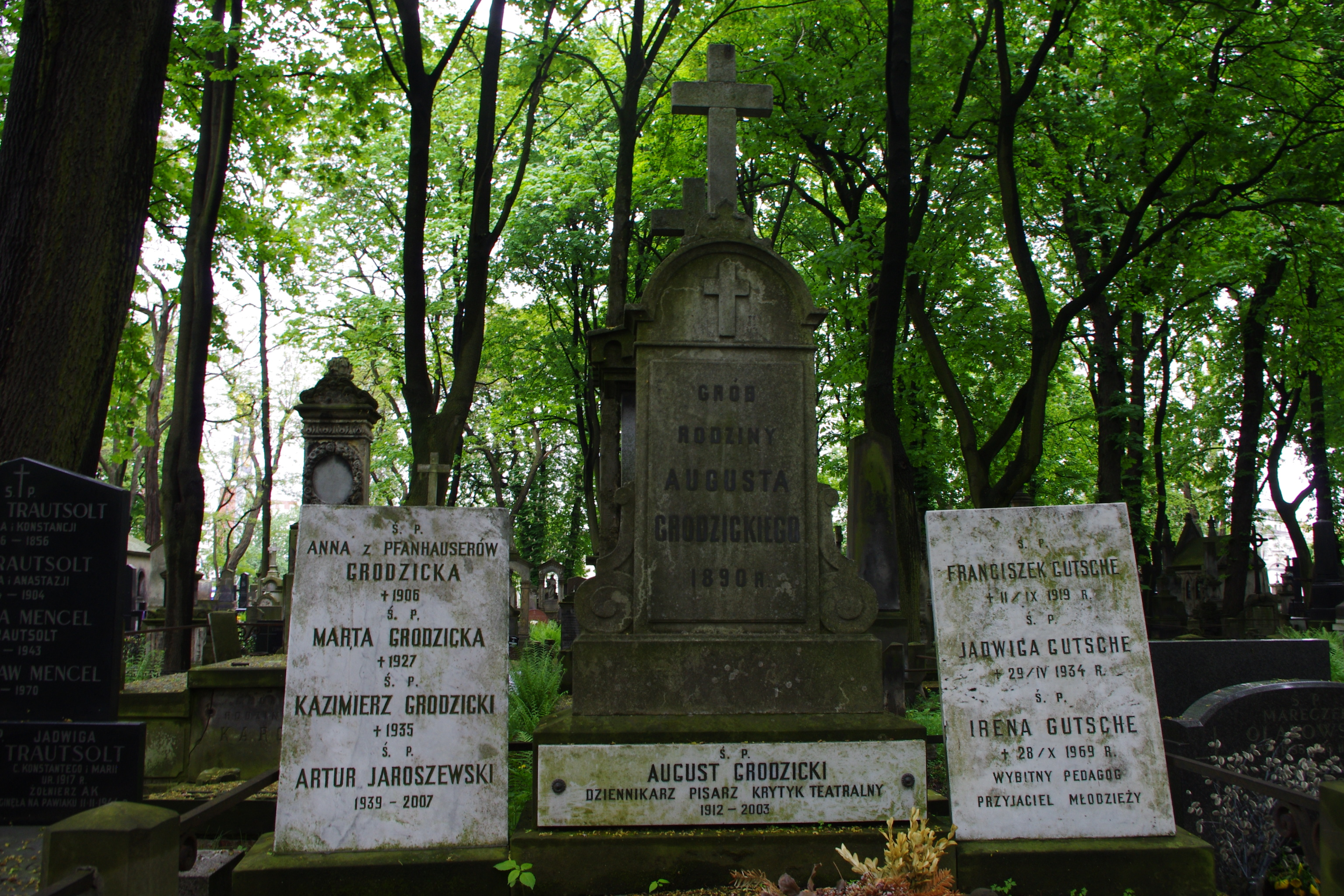
Grób dziennikarza Augusta Grodzickiego na cmentarzu Powązkowskim w Warszawie

August Grodzicki (ur. 29 sierpnia 1912 w Rawie Ruskiej, zm. 13 stycznia 2003 w Warszawie) – polski dziennikarz, pisarz i krytyk teatralny, redaktor naczelny „Kuriera Codziennego” (1946–1953).

## Życiorys
Syn Antoniego. Po ukończeniu gimnazjum w Katowicach studiował polonistykę na Uniwersytecie Jagiellońskim, gdzie uzyskał stopień doktora filozofii. W latach 1936–1939 pracował jako redaktor, publicysta i krytyk teatralny w wydawanym w Katowicach czasopiśmie „Polonia”, który był związany z chadecją. Był też redaktorem technicznym śląskiego pisma „Zwrot”.
W czasie II wojny światowej uczestniczył w tajnym nauczaniu dziennikarstwa w Krakowie.
Po zakończeniu wojny był wiceredaktorem naczelnym „Dziennika Zachodniego” i „Odry”. W latach 1946–1953 stał na czele redakcji „Kuriera Codziennego”, dziennika SD. Po likwidacji gazety przeszedł do pracy w „Życiu Warszawy”, gdzie był m.in. korespondentem we Francji (1958–1961) oraz recenzentem teatralnym. Od 1972 do 1992 pełnił obowiązki redaktora miesięcznika „Le theatre en Pologne”.
Ożenił się z Blanką Monasterską z domu Drzewiecką (1913–1996).
Zmarł w Warszawie, pochowany na cmentarzu Powązkowskim (kwatera 159-4-23,24).

## Wybrane publikacje
- Przez kraj bogów, słońca i oliwek (współautor Jan Alfred Szczepański), Wydawnictwo „Iskry”, Warszawa 1966.
- Paryskie ABC, Wydawnictwo „Iskry”, Warszawa 1970.
- Ankarskie ABC (współautor Jan Alfred Szczepański), Wydawnictwo „Iskry”, Warszawa 1972.
- Reżyserzy polskiego teatru, Wydawnictwo „Interpress”, Warszawa 1979.
- W teatrze życia: wspomnienia z lat 1920–1980, Państwowy Instytut Wydawniczy, Warszawa 1984.
- Eichlerówna: szlachetny demon teatru, Państwowy Instytut Wydawniczy, Warszawa 1989.

## Odznaczenia i nagrody
- Złoty Krzyż Zasługi (1954)[2]
- Medal 10-lecia Polski Ludowej (1954)[6]
- Odznaka honorowa Stowarzyszenia Autorów ZAiKS (1988)[7]
- Nagroda Sekcji Krytyków ITI - Teatralna Książka Roku - za opracowanie monograficzne Eichlerówna: szlachetny demon teatru (1990)[8]